# 烈万华
烈万华（?—?），宋朝初期中国东北定安国国王，渤海人，日本学者和田清认为他是南海府烈氏。934年，渤海国王子大光显率部民数万越过了鸭绿江，逃亡王氏高丽。936年，烈氏一族的烈万华从南海府迁居西京鸭绿府。938年，烈万华在西京鸭绿府附近（今吉林省磐石市）建立定安国。据《渤海国记》，烈万华是大祚荣的后裔子孙，其姓应为“大”。 970年，烈万华通过女真遣使向宋朝进贡，附表贡献方物。976年左右，定安国王位被乌玄明夺得。